# Maximilian Beister
Maximilian Beister (Göttingen, 6 de setembro de 1990) é um futebolista alemão que atua como atacante. Atualmente, defende o Mainz 05.

## Carreira

### Inicio
Um dos últimos futebolistas alemães a terem nascido antes da reunificação das Alemanhas, sua trajetória no futebol começou com apenas quatro anos, quando seus pais o colocaram na escolinha de futebol do inexpressivo clube local Lüneburg.
No pequeno clube, passou os nove primeiros anos de sua carreira treinando nas categorias de base, deixando o mesmo quando despertou o interesse do grande e tradicional Hamburg. Atuando no principal clube do Norte da Alemanha, trajetória que teve início a partir da temporada 2004/05, passou ainda quatro anos nas categorias de base antes de sua promoção para a segunda equipe do Hamburg, o Hamburg II.
Sua estreia ocorreu com uma derrota por 1 x 0 para o outrora grande, porém ainda tradicional, Magdeburg, pela quinta rodada da Regionalliga Nord, equivalente à quarta divisão alemã. O primeiro gol não tardou a acontecer, vindo cinco partidas depois, em mais uma derrota, desta vez por 3 x 2 e para o Plauen.
A sua primeira temporada terminou de forma satisfatória: dois gols em 17 partidas. A temporada seguinte se mostraria melhor para Beister: disputaria sete partidas a mais que a temporada anterior e também marcaria sete tentos a mais que a anterior. Mais do que o bom desempenho apresentado, Beister recebeu suas primeiras chances na equipe principal do Hamburg.

### HSV
Sua estreia ocorreu assim como sua estreia na equipe reserva, com uma derrota por 1 x 0, estretanto, derrota esta ocorrida para o Bochum. Ainda participou dos minutos finais de mais uma partida do clube na temporada, uma nova derrota por 1 x 0, agora para o Mainz 05. Entretanto, isto não acabou não sendo o suficiente para mantê-lo na equipe. Para ganhar experiência e mais tempo de jogo, foi emprestado durante duas temporadas ao Fortuna Düsseldorf.
Em Düsseldorf, mais uma vez Beister teve uma temporada de estreia satisfatória, marcando sete vezes em 26 partidas.< A seguinte transformou Beister num dos principais e mais importantes jogadores do elenco, tendo participação decisiva (marcou onze vezes em 33 partidas) ao longo da temporada na campanha que terminou com o terceiro lugar no campeonato, e melhor do que isso, a classificação para a primeira divisão após vencer o Hertha Berlin por 4 x 3 no placar agregado, tendo Beister deixado sua marca na segunda partida.<
O bom desempenho no Fortuna garantiu seu retorno ao Hamburg para a temporada 2012/13.